# Ewa Wolak
Ewa Wanda Wolak (Wrocław; 1 de Junho de 1960 — ) é um político da Polónia. Ela foi eleito para a Sejm em 25 de Setembro de 2005 com 3465 votos em 3 no distrito de Wrocław, candidato pelas listas do partido Platforma Obywatelska.